# Enderleinellus tamiasciuri
Enderleinellus tamiasciuri är en insektsart som beskrevs av Kim 1966. Enderleinellus tamiasciuri ingår i släktet Enderleinellus och familjen ekorrlöss. Inga underarter finns listade i Catalogue of Life.